# Bonaventura Cavalieri

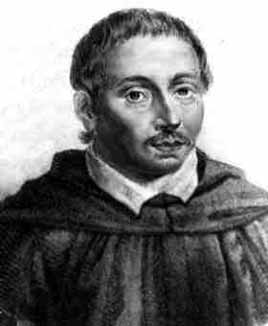
Bonaventura Cavalieri

Bonaventura Francesco Cavalieri (* 1598 wahrscheinlich in Mailand; † 3. Dezember oder 30. November 1647 in Bologna; mit Gelehrtennamen Cavalerius) war ein italienischer Jesuat, Mathematiker und Astronom.

## Leben
Bonaventura Cavalieri arbeitete auf dem Gebiet der Geometrie und lehrte an der Universität Bologna. Gleichzeitig war er Prior eines Jesuitenklosters. Die von ihm ausgeführten Berechnungen von Oberflächen und Volumina, die durch Johannes Keplers Fassrechnung angeregt wurden, nahmen Methoden der Infinitesimalrechnung vorweg und waren für ihre Entwicklung bedeutend.
Bekannt wurde Cavalieri hauptsächlich durch das Prinzip der Indivisibilien. Dieses Prinzip war in einer Vorform bereits 1604 und 1615 von Johannes Kepler verwendet worden. In der frühen Version von 1635 wird angenommen, dass eine Linie aus einer unendlichen Zahl von Punkten ohne Größe besteht, eine Oberfläche aus einer unendlichen Zahl von Linien ohne Breite und ein Körper aus einer unendlichen Zahl von Oberflächen ohne Höhe. Als Reaktion auf Einwände formulierte er das Prinzip neu und veröffentlichte es so 1647 mit einer Verteidigung der Theorie. 1653 wurden seine Werke mit späteren Korrekturen neu herausgegeben.
Das Cavalierische Prinzip besagt, dass zwei Körper das gleiche Volumen haben, wenn alle ebenen Schnitte den gleichen Flächeninhalt besitzen, die parallel zu einer vorgegebenen Grundebene und in übereinstimmenden Abständen ausgeführt werden.
Stefano degli Angeli (1623–1697) war sein Schüler. Er wünschte sich Michelangelo Ricci und Evangelista Torricelli als Herausgeber seiner nachgelassenen Schriften. Torricelli starb aber kurz vor ihm und Ricci fand keine Zeit. Sie wurden erst 1919 veröffentlicht.

## Werke
- Lo specchio ustorio, 1632
- Geometria indivisibilibus, 1635
- Exercitationes Geometricae, 1647

## Ehrungen
- Ihm zu Ehren wurden der Asteroid (18059) Cavalieri und der Mondkrater Cavalerius benannt.